# Beverly Hills, 90210
Beverly Hills 90210 (bra: Barrados no Baile; prt: Febre em Beverly Hills) é uma série de televisão estadunidense, do gênero drama adolescente, criada por Darren Star, e produzida por Aaron Spelling, sob sua companhia de produção Spelling Television. A série teve dez temporadas exibidas pela Fox de 4 de outubro de 1990 a 17 de maio de 2000, e segue as vidas de um grupo de jovens privilegiados que vivem em Beverly Hills, Califórnia. "90210" refere-se a um dos cinco códigos postais da cidade.
A premissa inicial do programa foi baseada na mudança e choque cultural que os gêmeos Brandon (Jason Priestley) e Brenda Walsh (Shannen Doherty) experimentam quando eles e seus pais, Jim (James Eckhouse) e Cindy (Carol Potter), mudam-se de Minneapolis, Minnesota, para Beverly Hills. Além de narrar as amizades e relações românticas dos personagens, o programa abordou questões como sexo, estupro, homofobia, alcoolismo, abuso de drogas, violência doméstica, distúrbios alimentares, anti-semitismo, direitos dos animais, racismo, suicídio, gravidez na adolescência e AIDS. O programa é creditado com a criação ou popularização do gênero drama adolescente, fórmula de sucesso que muitos outros programas seguiram nos anos posteriores. O programa se tornou um fenômeno da cultura pop global, tanto na moda, como com os membros do elenco, Jason Priestley e Luke Perry, que se tornaram ídolos adolescentes, e a atriz Shannen Doherty que se tornou popular na mídia. O programa teve muitas mudanças de elenco; Jennie Garth, Tori Spelling, Brian Austin Green e Ian Ziering são os únicos atores presentes em todas as temporadas.
Em 27 de fevereiro de 2019, foi anunciado que um reboot de seis episódios encomendada pela Fox e que o programa seria simplesmente intitulado de BH90210. Estreou em 7 de agosto do mesmo ano, pela Fox, mas após a primeira tempodada foi cancelado, devido à baixa audiência.

## Enredo
A série começa com a mudança da família Walsh — Jim, Cindy, Brandon e Brenda — que se mudaram de Minneapolis, Minnesota para Beverly Hills, Califórnia, como resultado da promoção do trabalho de Jim. No primeiro episódio, Brandon e Brenda começam a frequentar a Escola Secundária West Beverly Hills, onde fazem amizade com outros personagens: Kelly Taylor, Steve Sanders, Andrea Zuckerman, Donna Martin, David Silver e Scott Scanlon. O programa segue os irmãos e como eles testemunham e tomam parte nas vidas dramáticas que seus colegas ricos e privilegiados levam.

## Elenco, personagens e dublagem brasileira
| Indicadores de lista: - Células em verde representam que tal ator/personagem foi creditado no elenco principal da respectiva temporada. - Células em vermelho representam que tal ator/personagem foi creditado como convidado em mais de 3 episódios da respectiva temporada. Papel recorrente. - Células em azul representam que tal ator/personagem fez uma participação especial na respectiva temporada. - Células em cinza indicam que tal ator não participou de forma alguma durante a respectiva temporada. |

| Ator                   | Personagem       | Temporada | Temporada | Temporada | Temporada | Temporada | Temporada | Temporada | Temporada | Temporada | Temporada | Dublador(a) brasileiro(a)                     |
| Ator                   | Personagem       | 1         | 2         | 3         | 4         | 5         | 6         | 7         | 8         | 9         | 10        | Dublador(a) brasileiro(a)                     |
| ---------------------- | ---------------- | --------- | --------- | --------- | --------- | --------- | --------- | --------- | --------- | --------- | --------- | --------------------------------------------- |
| Jason Priestley        | Brandon Walsh    |           |           |           |           |           |           |           |           |           |           | Henrique Ogalla                               |
| Shannen Doherty        | Brenda Walsh     |           |           |           |           |           |           |           |           |           |           | Marisa Leal                                   |
| Jennie Garth           | Kelly Taylor     |           |           |           |           |           |           |           |           |           |           | Mônica Rossi                                  |
| Ian Ziering            | Steve Sanders    |           |           |           |           |           |           |           |           |           |           | Ettore Zuim                                   |
| Gabrielle Carteris     | Andrea Zuckerman |           |           |           |           |           |           |           |           |           |           | Isis Koschdoski                               |
| Luke Perry             | Dylan McKay      |           |           |           |           |           |           |           |           |           |           | Marco Ribeiro                                 |
| Brian Austin Green     | David Silver     |           |           |           |           |           |           |           |           |           |           | Manolo Rey                                    |
| Douglas Emerson        | Scott Scanlon    |           |           |           |           |           |           |           |           |           |           | Oberdan Júnior                                |
| Tori Spelling          | Donna Martin     |           |           |           |           |           |           |           |           |           |           | Teresa Cristina (1ªvoz)/Telma da Costa(2ªvoz) |
| Carol Potter           | Cindy Walsh      |           |           |           |           |           |           |           |           |           |           | Sumara Louise                                 |
| James Eckhouse         | Jim Walsh        |           |           |           |           |           |           |           |           |           |           | Hercules Franco                               |
| Tiffani-Amber Thiessen | Valerie Malone   |           |           |           |           |           |           |           |           |           |           | Miriam Ficher                                 |
| Mark Damon Espinoza    | Jesse Vasquez    |           |           |           |           |           |           |           |           |           |           | Carlos Marques                                |
| Joe E. Tata            | Nat Bussichio    |           |           |           |           |           |           |           |           |           |           | Carlos Seidl                                  |
| Kathleen Robertson     | Clare Arnold     |           |           |           |           |           |           |           |           |           |           | Carla Pompilio                                |
| Jamie Walters          | Ray Pruit        |           |           |           |           |           |           |           |           |           |           | Pedro Eugênio                                 |
| Hilary Swank           | Carly Reynolds   |           |           |           |           |           |           |           |           |           |           | Andréa Murucci                                |
| Vincent Young          | Noah Hunter      |           |           |           |           |           |           |           |           |           |           | Alexandre Moreno                              |
| Lindsay Price          | Janet Sosna      |           |           |           |           |           |           |           |           |           |           | Gilza Mello                                   |
| Daniel Cosgrove        | Matt Durning     |           |           |           |           |           |           |           |           |           |           | Marcus Jardym                                 |
| Vanessa Marcil         | Gina Kincaid     |           |           |           |           |           |           |           |           |           |           | Sylvia Salustti                               |

### Mudanças no elenco
A saída de Shannen Doherty no final da quarta temporada, ocorreu após um período de conflito entre Doherty, e os atores do elenco e produtores do programa. O produtor executivo Charles Rosin, comentou em 2000 que Doherty "tinha atraso habitual, e que ela tinha uma atitude insensível e uma indiferença". Os problemas entre Doherty com outros atores, Jennie Garth em particular, também foram amplamente relatados na mídia. Doherty, que estava lutando em sua vida pessoal com a doença de seu pai, chegou a um acordo com os produtores para afastá-la do programa no início da quarta temporada, quando Brenda retorna à Minnesota para a faculdade. Foi planejado reduzir suas aparições a partir desse momento, mas Doherty mudou de ideia e pediu para permanecer como principal no elenco. No entanto, a atitude de Doherty se deteriorou e seu atrito com os outros atores se intensificou. Quando ela causou problemas de continuidade cortando o cabelo no meio da filmagem de um episódio, os produtores e o elenco solicitaram a Aaron Spelling que ela fosse demitida.
Na mesma época, a atriz Tiffani Thiessen entrou na série como Valerie Malone. A personagem foi criada para ser uma "nova Brenda", tanto que foi inserida no núcleo da família Walsh devido a falta de Brenda, mas com o passar do tempo a personagem foi ganhando sua própria personalidade. Tiffani foi a primeira atriz a se juntar diretamente ao elenco principal e interpretou Valerie até 1998, quando saiu nos primeiros episódios da nona temporada, após ter alguns desentendimentos com Tori Spelling.
Durante as gravações da quinta temporada a atriz Gabrielle Carteris ficou grávida, é a produção teve que inserir sua gravidez a personagem. Os produtores ficaram descontentes com a direção mais adulta da personagem, e Carteris foi demitida do programa no final da temporada. Também na quinta temporada, Jamie Walters foi apresentado como Ray, o namorado de Donna, que mais tarde começa a abusar dela. Os escritores pretendiam "reabilitar" o personagem na sexta temporada, no entanto, o programa recebeu uma enxurrada de mensagens negativas de fãs reclamando sobre Donna ser "estúpida" por ficar com seu agressor. Aaron Spelling, irritado, ordenou que Walters fosse demitido. O produtor Larry Mollin disse sobre o incidente que "Infelizmente prejudicou a carreira dele (Walters), nós o deixamos como um agressor. As pessoas pensaram que ele era um agressor de verdade".
Jason Priestley permaneceu no programa como Brandon até 1998. O ator pediu um afastamento para tratar de problemas pessoais, porém continuou atuando como produtor executivo até o fim da série em 2000. Brandon foi o último personagem da família Walsh a deixar o programa.

## Episódios
| Temporada | Temporada | Episódios | Episódios | Originalmente exibido  | Originalmente exibido |
| Temporada | Temporada | Episódios | Episódios | Estreia da temporada   | Final da temporada    |
| --------- | --------- | --------- | --------- | ---------------------- | --------------------- |
|           | 1         | 22        | 22        | 4 de outubro de 1990   | 9 de maio de 1991     |
|           | 2         | 28        | 28        | 11 de julho de 1991    | 7 de maio de 1992     |
|           | 3         | 30        | 30        | 15 de julho de 1992    | 19 de maio de 1993    |
|           | 4         | 32        | 32        | 8 de setembro de 1993  | 25 de maio de 1994    |
|           | 5         | 32        | 32        | 7 de setembro de 1994  | 24 de maio de 1995    |
|           | 6         | 32        | 32        | 13 de setembro de 1995 | 22 de maio de 1996    |
|           | 7         | 32        | 32        | 21 de agosto de 1996   | 21 de maio de 1997    |
|           | 8         | 32        | 32        | 10 de setembro de 1997 | 20 de maio de 1998    |
|           | 9         | 26        | 26        | 16 de setembro de 1998 | 19 de maio de 1999    |
|           | 10        | 27        | 27        | 8 de setembro de 1999  | 17 de maio de 2000    |

### Especiais
Vários especiais foram produzidos durante e após a exibição do programa.
| Título | Exibição original      |
| --- | ---------------------- |
| "90210: Behind the Zip Code" | 18 de setembro de 1992 |
| Um documentário lançado direto para vídeo em VHS em 18 de setembro de 1992. |                        |
| "Beverly Hills, 90210: Behind the Scenes" | 26 de maio de 1993     |
| Um documentário lançando direto para vídeo em VHS em 18 de setembro de 1992. |                        |
| "Beverly Hills, 90210: A Christmas Special" | 19 de dezembro de 1994 |
| Um especial com atores do elenco da quinta temporada, discutindo quais seriam seus planos para as férias de Natal. |                        |
| "The Best Moments of Beverly Hills, 90210" | 24 de janeiro de 1996  |
| Retrospectiva de 1996 das primeiras cinco temporadas apresentado por Tori Spelling. |                        |
| "Beverly Hills, 90210: Our Favorite Moments" | 14 de outubro de 1998  |
| Retrospectiva de 1998 das oito primeiras temporadas apresentado por Ian Ziering. |                        |
| "Beverly Hills, 90210: The Final Goodbye" | 10 de maio de 2000     |
| Retrospectiva da série e seu final. |                        |
| "Beverly Hills, 90210: 10 Year High School Reunion" | 11 de maio de 2003     |
| Apresentada em uma maquete da sala de estar da família Walsh, o especial apresentava todos os atores do elenco principal que estavam no programa em maio de 1993, e foi a primeira reunião de Shannen Doherty com seus ex-colegas de elenco em nove anos. Está disponível no box set completo lançado em 2013 de Beverly Hills, 90210, com Shannen Doherty, Gabrielle Carteris, Jason Priestley, Ian Ziering, Luke Perry, Jennie Garth, Carol Potter, James Eckhouse e Joe E. Tata. |                        |
| "Beverly Hills, 90210: Fox 25th Anniversary Special" | 22 de abril de 2012    |
| Retrospectiva da série que foi ao ar na Fox em comemoração zos seus 25 anos. Com duração de uma hora e 35 minutos, e houve entrevistas com os atores Shannen Doherty, Gabrielle Carteris, Jason Priestley e Ian Ziering. |                        |

## Transmissões

### Transmissão nos Estados Unidos
Beverly Hills, 90210 foi ao ar de 4 de outubro de 1990 a 17 de maio de 2000 pela Fox nos Estados Unidos. As duas primeiras temporadas foram exibidas na quinta-feira às 21 horas e quarta-feira às 20 horas no restante de sua exibição. Antes da estreia do programa, Glory Days foi ao ar às quintas-feiras às 21 horas. Após a série ter mudado para quarta-feira, onde a Fox não tinha programação regular, The Heights assumiu o horário. Depois que Beverly Hills, 90210 saiu do ar em 2000, foi substituído por Malcolm in the Middle, e Normal, Ohio.
As temporadas 2 e 3 apresentaram todos os novos episódios de verão que foram ao ar durante julho e agosto, antes dos episódios regulares de outono começarem em setembro. No início da terceira temporada, em julho e agosto de 1992, todos os novos episódios de verão de Beverly Hills, 90210 estavam sendo exibido em novo horário das quartas-feiras às 8 da noite, mas os telespectadores puderam ver repetições da primeira temporada de Beverly Hills, 90210 no horário original das quintas-feiras às 21 horas. A Fox Network estava promovendo intensamente o novo horário para que os espectadores pudessem encontrar o programa. A sétima temporada começou mais cedo do que o habitualmente por causa das Olimpíadas de 1996 e do playoffs da Major League Baseball exibido pela FOX durante o mês de outubro.
Mais tarde, a SOAPnet transmitiu às reprises do programa sete dias por semana até 2013. Os episódios sindicalizados apresentaram a música original do programa, ao contrário dos lançamentos em DVD e pelo Hulu. Em 2015, no canal Pop, foi ao ar reprises da série com dois episódios seguido até que a série foi removida da rede em 2017, retornando em agosto de 2018. Os episódios sindicalizados que são apresentados nesta rede, no entanto, não usam as músicas originais do programa, sendo o conteúdo retirado dos lançamentos em DVD.

### Transmissão no Brasil
No Brasil, a série estreou pela Rede Globo em 3 de janeiro de 1992, sob o título de Barrados no Baile. O motivo desse nome deve-se ao primeiro episódio, onde Kelly falsificou uma identidade para conseguir entrar em uma casa noturna, já que era menor de idade e foi... barrada no baile). Há também a influência de uma música de Eduardo Dussek, chamada justamente de Barrados no Baile.
A série teve bastante audiência, tendo em vista que era exibida na Sessão Aventura nas terças-feiras, junto com outras séries populares em dias alternados. Por ter um caráter inovador causou alguma estranheza em pequena parcela adulta brasileira, por abordar questões ligadas à primeira experiência sexual. Foi transferida para os domingos em 3 de janeiro de 1993 às 11:00, e em 7 de janeiro de 1996 foi transferida para um novo horário, às 13:05. A partir de 1997, a série retornou à programação da Rede Globo, primeiro aos sábados antes do Planeta Xuxa, retomando assim aos patamares de audiência das primeiras temporadas. Ao final da sétima temporada, a série entrou em um hiato na emissora, que não mais exibiu as temporadas restantes. A série também foi exibida pela RedeTV!, estreando em 29 de novembro de 2009, às 19h15, mas no mesmo ano, a emissora retirou a série do ar, alegando baixa audiência.
Na televisão paga, a série foi exibida pelo extinto TeleUno, em 14 de setembro de 1998, exibindo a oitava temporada do programa. Em julho de 1999, a série saiu da programação, pois o canal foi totalmente reformulado, se dedicando apenas a séries e programas de ação e aventura. Em novembro do mesmo ano, a série estreou no Sony Channel, a série foi líder de audiência no canal, era exibida das segunda as sextas-feiras, as 13:00. Em 2011, também foi exibida pelo canal Sony Spin.

#### Audiência no Brasil
Em outubro de 1994, Beverly Hills, 90210 foi uma das séries mais assistidas pelos jovens entre 13 e 25 anos no Brasil, com 76%, na época o seriado era transmitido pela Rede Globo. Segundo a pesquisa do Datafolha na cidade de São Paulo, os entrevistados diziam assistir regularmente ao seriado norte-americano. Curiosamente, na época a série estava fora do ar, pois a emissora já tinha transmitido os episódios inéditos. A segunda colocada foi Melrose Place, spin-off de Beverly Hills, 90210, que era assistida por 51% dos pesquisados. 90210, concentrava o seu maior público entre os estudantes de ensino médio: 64% dos estudantes – ou que cursaram – o colegial assistiam regularmente a série, contra 51% dos que têm apenas primário e 45% dos que possuem nível superior de escolaridade. Melrose Place, tinha, índices de aceitação de 43%, 23% e 22% nesses três grupos. Em novembro do mesmo ano, a série [que ainda estava fora do ar] foi apontada por 48% dos paulistanos com idade entre 13 e 25 como o "melhor seriado da TV sobre o universo adolescente". Em 1996, quando a série era transmitida aos domingos as 11:00, Beverly Hills, 90210 alcançava 16 pontos, do Ibope (equivalente a 640 mil domicílios na grande São Paulo, na época).

### Transmissão em Portugal
Em Portugal, a série foi exibida pela RTP1 de 1992 a 1997, sob o título de Febre de Beverly Hills, também com reprises na RTP2.

## Recepção

### Audiência
Durante a primeira temporada, a série enfrentou baixas audiências, mas ganhou popularidade durante o verão de 1991, quando a Fox transmitiu uma "temporada de verão" especial do programa, enquanto a maioria das outras séries estavam em reprises. A audiência aumentou drasticamente e 90210 tornou-se um dos principais programas da Fox quando retornou naquele outono.
Da sexta temporada até o final da série, a audiência diminuiu gradualmente. Desde então, nenhum episódio atingiu novamente 8% nas audiências até o final da série, apesar do retorno de Luke Perry, com índices médios caindo para 6,9% na temporada nove e 5,9% na última temporada. Durante toda a série, os episódios com as maiores audiências atingiram os 14,1% e incluíram os episódios de encerramento das temporadas 2 e 3 e o episódio de abertura da 5.ª temporada.

#### Audiência média por temporada
| Temporada | Horário                                                         | Estreia da temporada   | Final da temporada | Temporada televisiva | Posição | Audiência (em milhões) | Audiência (em percentagem) |
| --------- | --------------------------------------------------------------- | ---------------------- | ------------------ | -------------------- | ------- | ---------------------- | -------------------------- |
| 1         | Quinta-feira 9:00 (4 de outubro de 1990 a 20 de agosto de 1992) | 4 de outubro de 1990   | 9 de maio de 1991  | 1990–1991            | 88º     | 14,2                   | 6,4                        |
| 2         | Quinta-feira 9:00 (4 de outubro de 1990 a 20 de agosto de 1992) | 11 de julho de 1991    | 7 de maio de 1992  | 1991–1992            | 48º     | 17,6                   | 11,7                       |
| 3         | Quarta-feira, 20:00 (15 de julho de 1992 a 17 de maio de 2000)  | 15 de julho de 1992    | 19 de maio de 1993 | 1992–1993            | 42º     | 18,3                   | 11,1                       |
| 4         | Quarta-feira, 20:00 (15 de julho de 1992 a 17 de maio de 2000)  | 8 de setembro de 1993  | 25 de maio de 1994 | 1993–1994            | 41º     | 21,7                   | 11,3                       |
| 5         | Quarta-feira, 20:00 (15 de julho de 1992 a 17 de maio de 2000)  | 7 de setembro de 1994  | 24 de maio de 1995 | 1994–1995            | 46º     | 14,7                   | 11,2                       |
| 6         | Quarta-feira, 20:00 (15 de julho de 1992 a 17 de maio de 2000)  | 13 de setembro de 1995 | 22 de maio de 1996 | 1995–1996            | 53º     | 14,5                   | 9,9                        |
| 7         | Quarta-feira, 20:00 (15 de julho de 1992 a 17 de maio de 2000)  | 21 de agosto de 1996   | 21 de maio de 1997 | 1996–1997            | 61º     | 13,2                   | 8,3                        |
| 8         | Quarta-feira, 20:00 (15 de julho de 1992 a 17 de maio de 2000)  | 10 de setembro de 1997 | 20 de maio de 1998 | 1997–1998            | 59º     | 11,4                   | 8,2                        |
| 9         | Quarta-feira, 20:00 (15 de julho de 1992 a 17 de maio de 2000)  | 16 de setembro de 1998 | 19 de maio de 1999 | 1998–1999            | 75º     | 9,7                    | 6,9                        |
| 10        | Quarta-feira, 20:00 (15 de julho de 1992 a 17 de maio de 2000)  | 8 de setembro de 1999  | 17 de maio de 2000 | 1999–2000            | 82º     | 8,33                   | 5,9                        |

#### Episódios com maiores audiências por temporada
| Temporada | Episódio                                           | Audiência (em percentagem) | Notas                                                        |
| --------- | -------------------------------------------------- | -------------------------- | ------------------------------------------------------------ |
| 1         | "Home Again"                                       | 9,2                        | Último episódio da temporada.                                |
| 2         | "Wedding Bell Blues"                               | 14,1                       | Último episódio da temporada.                                |
| 3         | "Commencement"                                     | 14,1                       | Último episódio da temporada.                                |
| 4         | "Mr. Walsh Goes To Washington"                     | 13,9                       | Último episódio da temporada.                                |
| 5         | "What I Did on My Summer Vacation & Other Stories" | 14,1                       | Primeiro episódio da temporada. Estreia de Tiffani Thiessen. |
| 6         | "Earthquake Weather"                               | 12,9                       | Único episódio que foi ao ar em uma segunda-feira.           |
| 7         | "Straight Shooter"                                 | 9,8                        |                                                              |
| 8         | "The Wedding"                                      | 10,0                       | Último episódio da temporada.                                |
| 9         | "Brandon Leaves"                                   | 8,1                        | Saída de Jason Priestley.                                    |
| 9         | "You Say Goodbye, I Say Hello"                     | 8,1                        | Saída de Tiffani Thiessen, e regresso de Luke Perry.         |
| 10        | "The Penultimate" e "Ode to Joy"                   | 9,6                        | Final da série (episódios duplos foram ao ar).               |

#### Final da série
A audiência da décima temporada teve uma média de 10 milhões de espectadores por episódio (de acordo com uma edição de maio de 2000 da Us Weekly). Teve uma audiência baixa em comparação com as temporadas anteriores. Audiências mais baixas, juntamente com os altos custos associados a qualquer programa de televisão nas últimas temporadas, levaram a Fox a encerrar a série em janeiro de 2000.

## Impacto
A Entertainment Weekly colocou a série no 20º lugar em sua lista dos 100 melhores programas de televisão dos últimos 25 anos. A revista também colocou a música tema, em 15º lugar em sua lista das 25 melhores músicas tema da televisão nos últimos 25 anos, e em 50º lugar em sua lista de momentos da cultura pop que agitaram a moda. A série foi nomeada uma das melhores séries adolescentes de todos os tempos pela AOL TV. Em fevereiro de 1992, no auge da popularidade do programa, as três principais estrelas, Jason Priestley, Shannen Doherty e Luke Perry, foram apresentadas na capa da revista Rolling Stone. Jason Priestley foi indicado a dois Globos de Ouro por sua atuação no programa. Vários livros baseados nos roteiros foram escritos por Mel Gilden.
Em 3 de outubro de 2015, um telefilme chamado The Unauthorized Beverly Hills, 90210 Story, foi lançado pelo canal Lifetime. Ele contou a história dos bastidores da série.

### Paródias
A dupla de rap Insane Clown Posse lançou um Extended play (EP) intitulado Beverly Kills 50187, que trazia uma canção intitulada "Beverly Kills", descrevendo o integrante Violent J, e matando os personagens da série por serem ricos e preconceituosos em relação à "classe baixa". The Ben Stiller Show fez uma paródia da série, juntamente com The Heights e Melrose Place, intitulado de Melrose Heights 90210-2420 que retratou o elenco como superficial e auto-piedoso, também introduziu os personagens como estereotipados, juntamente com "Akeem, o cara negro". Um "problema" de um episódio típico era um personagem tendo uma dor de cabeça, que afetava todos os outros personagens. A MADtv fez suas próprias paródias da série como Beverly Hills, 90210 a.C. situado na fase pré-histórica de Beverly Hills. Quando Luke Perry fez seu retorno na série, a MADtv fez uma segunda paródia intitulada Beverly Hills 9021-H20, que teve os personagens sendo perseguidos e mortos por Luke Perry (Pat Kilbane), que retorna ao elenco como um assassino mascarado, que também foi uma paródia de Michael Myers da franquia de filmes de Halloween. Em 1993, o Saturday Night Live parodiou a série envolvendo o código postal da cidade que foi alterado para 90218, devido ao redistritamento em 1990. Muitos dos personagens se ofendem com o fato de Beverly Hills ser absorvido pelas comunidades mais pobres que passam a frequentar o Peach Pit, onde um garçom hispânico expressa orgulho por sua comunidade nativa de Reseda, que agora tem o mesmo CEP de 90210. O quadro mostra Dylan se embebedando e Donna e Kelly fazendo compras por impulso. Brandon, confisca todas as suas chaves e as coloca em um cofre, na qual elas só podem abrir quando recuperarem o autocontrole. O quadro termina com o código postal "Beverly Hills, 90210" retido, já que os pais ricos dos personagens fizeram um protesto para o não redistrito.
Em 1992, a animação da Fox, The Edge, fez uma paródia de 90210 que zombou de Tori Spelling. Durante o episódio, a personagem da Tori constantemente diz: "Eu posso fazer o que eu quiser, porque está é a série do meu pai." Aaron Spelling ficou ofendido e recebeu desculpas dos produtores do programa. A animação Family Guy parodiou o fato de que alguns dos membros do elenco da série tinham entre 20 e 30 anos e não eram adolescentes. No episódio, Andrea é retratada como uma idosa senil. Em The Simpsons, o episódio intitulado de "Waverly Hills 9021-D'oh", mostra Lisa querendo ir para uma escola melhor, que fica na cidade de Waverly Hills, várias situações ocorridas na série foram citadas.
O The Mickey Mouse Club fez uma paródia chamado Beverly Hillbillies 90210, com os personagens de 90210 e The Beverly Hillbillies. Christina Aguilera que fazia parte do Mickey Mouse Club fez uma aparição em Beverly Hills, 90210 como ela mesma, aparecendo em uma festa surpresa de aniversário de David Silver, durante a décima temporada. Na 9.ª temporada de RuPaul's Drag Race, os competidores atuaram em uma paródia do programa, chamado "Beverly Hills, 9021-HO". O episódio teve participação das atrizes Jennie Garth e Tori Spelling.

## Lançamento em DVD e VHS

### DVD
|  | Temporada        | Episódios                | Ano de transmissão | Região 1               | Região 2               | Região 4               | N.º de discos |
|  | ---------------- | ------------------------ | ------------------ | ---------------------- | ---------------------- | ---------------------- | ------------- |
|  | Piloto           | Apenas o episódio piloto | 1990               | 15 de junho de 2004    | —                      | —                      | 1             |
|  | 1                | 22                       | 1990—1991          | 7 de novembro de 2006  | 15 de novembro de 2006 | 1 de novembro de 2006  | 6             |
|  | 2                | 28                       | 1991—1992          | 1 de maio de 2007      | 27 de julho de 2007    | 3 de maio de 2007      | 8             |
|  | 3                | 29                       | 19921—993          | 11 de dezembro de 2007 | 24 de março de 2008    | 6 de dezembro de 2007  | 8             |
|  | 4                | 31                       | 1993—1994          | 29 de abril de 2008    | 1 de setembro de 2008  | 5 de junho de 2008     | 8             |
|  | 5                | 31                       | 1994—1995          | 29 de julho de 2008    | 9 de fevereiro de 2009 | 2 de outubro de 2008   | 8             |
|  | 6                | 32                       | 1995—1996          | 25 de novembro de 2008 | 21 de maio de 2009     | 2 de abril de 2009     | 7             |
|  | 7                | 31                       | 1996—1997          | 7 de abril de 2009     | 14 de setembro de 2009 | 1 de outubro de 2009   | 7             |
|  | 8                | 31                       | 1997—1998          | 24 de novembro de 2009 | 22 de março de 2010    | 6 de maio de 2010      | 7             |
|  | 9                | 26                       | 1998—1999          | 2 de fevereiro de 2010 | 21 de junho de 2010    | 1 de julho de 2010     | 6             |
|  | 10               | 27                       | 1999—2000          | 2 de novembro de 2010  | 30 de agosto de 2010   | 16 de setembro de 2010 | 6             |
|  | A série completa | 293                      | 1990—2000          | 5 de novembro de 2013  | por anunciar           | por anunciar           | 72            |

### VHS
| Título                                   | Episódios | N.º de fitas | Lançamento (Estados Unidos) |
| ---------------------------------------- | --------- | ------------ | --------------------------- |
| Beverly Hills 90210: Behind the Zip Code | 1         | 1            | 18 de setembro de 1992      |
| Beverly Hills 90210: Graduation          | 2         | 1            | 30 de abril de 1993         |
| Beverly Hills 90210: Pilot Movie         | Filme     | 1            | 1993                        |

## Spin-offs

### Melrose Place(1992–1999)
Melrose Place foi o primeiro spin-off de 90210, focado no personagem Jake Hanson (Grant Show) que apareceu em alguns episódios da segunda temporada 90210, como amigo de Dylan e interesse amoroso de Kelly. A série mostrou a vida de vários jovens adultos que moravam em um complexo de apartamentos em Los Angeles. A personagem Amanda Woodward (Heather Locklear) ganhou bastante destaque durante a primeira temporada, e se tornou a personagem principal da série.
A partir da segunda temporada, o programa se desvinculou de 90210, seguindo um roteiro mais novelístico. A série estreou em 8 de julho de 1992 e terminou em 24 de maio de 1999, após 226 episódios.
Jennie Garth, Tori Spelling, Brian Austin Green e Ian Ziering fizeram aparições nos primeiros episódios da série, com seus personagens de 90210.

### Models Inc.(1994–1995)
Models Inc., é uma série derivada de Melrose Place. A história foi introduzida através da personagem Hillary Michaels (Linda Gray), mãe de Amanda Woodward. A série estreou em 29 de junho de 1994, e mostrava a vida de Hillary e de várias das modelos ambiciosas que estavam atrás do sucesso, meninas para as quais Hillary às vezes sentia um vínculo materno. Também estava presente o filho de Hillary, David (Brian Gaskill), o leal, valente e ocasionalmente, vice-presidente da empresa.
O foco inicial da série foi um mistério em torno do assassinato da modelo Teri Spencer (Stephanie Romanov). Os suspeitos incluíram Hillary, o ex-namorado de Teri, Brian (Cameron Daddo), a rival de Teri, Julie (Kylie Travis), e a irmã de Teri, Carrie (Carrie-Anne Moss). Uma vez que o assassino foi revelado, os personagens seguiram em frente, com o foco mudando para a chegada da nova personagem Monique. O restante da série se concentrou amplamente no crescente relacionamento dos modelos com os namorados e entre si, além de lidar com as questões de abuso de substâncias e as pressões que as modelos sofrem. A série foi cancelada em março de 1995, devido a baixa audiência.
No início do primeiro episódio, Jake (Grant Show) e Jo Reynolds (Daphne Zuniga) apareceram brevemente, vendo uma jovem modelo chamada Sarah Owens (Cassidy Rae) enquanto ela se dirigia à agência. Jake Hanson foi o único personagem a aparecer nas três séries da franquia 90210.

### 90210(2008–2013)
Um novo spin-off estreou na The CW em 2 de setembro de 2008, com foco na família Wilson, que se mudaram do Kansas para Beverly Hills. A conexão principal com a série original foi a personagem Erin Silver (Jessica Stroup), a meia-irmã de Kelly Taylor e David Silver. 90210 marcou um retorno para a franquia após uma ausência de oito anos, e na época tornou-se a estréia de uma série com a classificação de audiência mais alta na história da CW.
Jennie Garth, Shannen Doherty e Tori Spelling reprisaram seus papéis como Kelly Taylor, Brenda Walsh e Donna Martin, respectivamente. Joe E. Tata também reprisou seu papel como Nat, proprietário do Peach Pit, lanchonete que virou café, por alguns episódios no início da primeira temporada do programa. Após a segunda temporada, no entanto, eles não apareceram e raramente foram mencionados. A série foi cancelada pelo canal em 28 de fevereiro de 2013, após cinco temporadas e 114 episódios.

### Melrose Place(2009–2010)
Com o sucesso de 90210, o canal The CW resolveu fazer uma nova versão de Melrose Place. A série é uma versão atualizada de Melrose Place, com um grupo de jovens adultos que vivem em um complexo de apartamentos em West Hollywood. Os produtores de Smallville, Todd Slavkin e Darren Swimmer, escreveram o roteiro do piloto e se tornaram os produtores executivos da série. A série estreou em 8 de setembro de 2009, e contava com Ashlee Simpson, Jessica Lucas, Stephanie Jacobsen e Katie Cassidy no elenco principal. Heather Locklear, Laura Leighton, Thomas Calabro, Josie Bissett e Daphne Zuniga também fizeram aparições no programa com suas personagens originais.
A série foi cancelada em 20 de maio de 2010, ainda na primeira temporada.

### BH90210(2019)
Em 27 de fevereiro de 2019, foi anunciado que um reboot de seis episódios havia sido encomendado pela Fox. De acordo com um comunicado de imprensa em 26 de abril de 2019, o reboot - batizado como BH90210 - apresentará o elenco interpretando "versões de si mesmos, inspirado em suas vidas reais e relacionamentos entre si". A série estreou nos Estados Unidos em 7 de agosto de 2019. A famosa abertura da série foi recriada.